# Xavier Cuenca Iturat

A Blas Infante (1982), al parc de la Guineueta (Barcelona)

Xavier Cuenca Iturat (Vilanova i la Geltrú, 13 de febrer de 1958) és un escultor català. Nascut a Vilanova i la Geltrú, és llicenciat en escultura per la Facultat de Belles Arts de Sant Jordi (Barcelona) l'any 1982, on fou deixeble de l'escultor Josep Salvador Jassans. Ha realitzat diverses intervencions escultòriques en espais públics a Maastrich (Holanda), Barcelona, Cassà de la Selva, Rubí Castelldefels, Argentona, Vilanova i la Geltrú, Sitges, Sant Pere de Ribes, i Gavà. Ha fet exposicions de la seva obra escultòrica a París, Barcelona, Madrid, Girona, Lleida, Calafell, Sitges, i Andorra.
És característica de la seva obra els cossos fragmentats i especialment el treball amb la matèria amb la que crea irregularitats texturals que s'inspiren en el paisatge natural. És un dels pocs escultors catalans en actiu que realitza manualment tots els processos de la realització de les escultures en bronze íntegrament al seu taller.